# 烏涅尤夫
烏涅尤夫（波蘭語：Uniejów，[uˈɲejuf]）是波蘭的城鎮，位於該國中部，由羅茲省負責管轄，面積12.33平方公里，該鎮自2011年成為療養地，鎮上的東正教教堂建於1885年，2006年人口2,916。

## 外部連結
- Official town website
- Aquapark in town

51°58′N 18°48′E / 51.967°N 18.800°E